# Рольникайте, Мария Григорьевна
Мария Григорьевна Рольникайте (лит. Marija Rolnikaitė; идиш מאַשע ראָלניק‎ — Маше Рольник; 21 июля 1927, Плунге, Литва — 7 апреля 2016, Санкт-Петербург, Россия) — еврейская, русская и литовская писательница, публицистка, мемуаристка, общественная деятельница.

## Биография
Мария Рольникайте родилась 21 июля 1927 года в Плунге, в Литве.
В четырнадцать лет Мария Рольникайте попала в Вильнюсское гетто. Там погибла её семья: мать, младшая сестра Рая и брат Рувим.
В 1943-1945 годах Мария была узницей концлагерей Штрасденгоф (отделение лагеря Кайзервальд в пригороде Риги) и Штуттгоф. Участница антифашистского подполья. Автор стихотворения на идиш «Штрасденгофский гимн», ставшего боевой песней Сопротивления.
В гетто и лагерях Мария Рольникайте вела дневник и писала стихи на идиш.
«В гетто приходилось писать на клочках бумаги, иногда на бумаге от цементных мешков, что-то учила наизусть и таким образом сохранила свои воспоминания». Мария Рольникайте.
После освобождения в марте 1945 года вернулась в Вильнюс.
В 1955 году Мария Рольникайте окончила заочное отделение Литературного института им. Горького. Проживала в Вильнюсе.
Работала редактором в управлении по делам искусств при Совете министров Литовской ССР и заведующей литературной частью в филармонии Вильнюса. Переводила на литовский язык произведения советских писателей.
С 1964 года жила и работала в Ленинграде. С конца 60-х гг. проживала в кооперативном писательском доме (Новороссийская улица, дом 22). Долгие годы Мария Рольникайте была единственным ленинградским писателем, отразившим в своих произведениях тему Холокоста и героизма еврейского народа. Принимала активное участие в антифашистском движении и в жизни еврейской общины Санкт-Петербурга.
Её книга о гетто «Я должна рассказать», основанная на личных дневниках и воспоминаниях, первоначально была опубликована на литовском языке в 1963 году, а затем в авторском переводе был издана на идиш и русском (первая русская публикация — в журнале «Звезда», 1965). Позднее книга была переведена на восемнадцать языков мира.
Мария Рольникайте — автор публицистических статей и очерков, посвящённых Второй мировой войне.

На расстрел за побег из лагеря фашисты стали вызывать каждого третьего. А у меня была подружка Маша Механик, мы помогали друг другу. И вот я шепчу ей в строю: «Я девятая!» А Маша в ответ: «Нет, девятая я». И после паузы: «Неужели ты думаешь, что вот не будет в мире больше какой-то Маши Механик — и что-то изменится?!». Машу увели. Её нет и никогда больше не будет. И знаете, за что у меня болит сердце: ведь с тех пор люди так и не стали друг друга больше любить! М. Рольникайте.

Ее старшая сестра Мирра вместе с другими 11 евреями была спасена директором вильнюсского архива и католическим священником Йозсом Стаускасом, стала адвокатом, жила в Клайпеде, после замужества ее фамилия была Лисаускене, умерла в 2012 году.
Мария Рольникайте ушла из жизни 7 апреля 2016 года после непродолжительной болезни. Похоронена на Преображенском еврейском кладбище Санкт-Петербурга рядом с мужем — Семёном Савельевичем Цукерником (1922—2008), инженером, участником Великой Отечественной войны.